# Sitadevinema dentiferum
Sitadevinema dentiferum är en rundmaskart som beskrevs av Satendra Khera 1971. Sitadevinema dentiferum ingår i släktet Sitadevinema och familjen Monhysteridae. Inga underarter finns listade i Catalogue of Life.